# Džaron Lanir
Džaron Zepel Lanir (rođen 3. maj 1960) američki je pisac u oblasti računarske filozofije, računarski naučnik, vizualni umetnik, i kompozitor klasične muzike. On se smatra osnivačem polja virtualne realnosti, Lanir i Tomas G. Cimerman su napustili Atari 1985. godine i osnovali VPL Research, Inc., prvu kompaniju koja je prodavala VR naočare i rukavice. Krajem devedesetih Lanir je radio na aplikacijama za Internet2, a u 2000-ima bio je gostujući stipendista Silikon grafiksa i na raznim univerzitetima. Godine 2006. počeo je da radi u Majkrosoftu, a od 2009. godine radio je u Majkrosoftovoj istraživačkoj podružnici kao interdisciplinarni naučnik.
Lanir je komponovao klasičnu muziku i kolekcionar je retkih instrumenata (njegova kolekcija sadrži par hiljada takvih instrumentata); njegov akustični album Instrumenti promene (1994) sadrži azijske duvačke i gudačke instrumente, kao što su usne orgulje khen, suling flautu i esradž nalik sitaru. Lanir se udružio s Marijom Grigorovim kako bi napisao zvučni zapis dokumentarnog filma Treći talas (2007). U 2010. godini Lanir je nominovan na spisku TIME 100 najuticajnijih ljudi.

## Rani životi i obrazovanje (1960–1982)
Rođen kao Džaron Zepel Lanir u Njujork Sitiju, Lanir je odrastao u Mesili u Novom Meksiku. Lanirova majka i otac su Jevreji; njegova majka je preživela koncentracioni logor u Beču, a porodica njegovog oca je emigrirala iz Ukrajine kako bi izbegla pogrome. Kada je imao devet godina, njegova majka je poginula u saobraćajnoj nesreći. Dugo je živeo u šatorima sa ocem, pre nego što je započeo sedmogodišnji projekat izgradnje geodetske kupole u čijem dizajnu je pomogao. Sa 13 godina, Lanir je ubedio Državni univerzitet Nju Meksika da mu dozvoli da se upiše. Na NMSU je pohađao kurseve za postdiplomske studije. On je dobio stipendiju od Nacionalne fondacije za nauku za proučavanje matematičkih zapisa, što ga je navelo da nauči računarsko programiranje.
Od 1979. do 1980. godine projekat koji je finansirao NSF na NMSU fokusirao se na „digitalne grafičke simulacije učenja”. Lanir je takođe pohađao umetničku školu u Njujorku tokom tog perioda, ali se vratio u Nju Meksiko i radio kao akušerski bolnički pomoćnik. Jedan otac bebe u čijem rođenju je pomogao mu je dao automobil na poklon; Lanir je odvezao automobil do Santa Kruza.

## Atari laboratorije, VPL istraživanje (1983–1990)
U Kaliforniji, Laner je radio za Atari Inc, gde je upoznao Tomasa Cimermana, pronalazača rukavice za podatke. Nakon što je Atari podeljen u dve kompanije 1984. godine, Lanir je ostao bez posla. Slobodno vreme mu je omogućilo da se koncentriše na sopstvene projekte, uključujući VPL, „postsimbolički“ vizuelni programski jezik. Zajedno sa Zimermanom, Lanir je osnovao VPL Research, fokusirajući se na komercijalizaciju tehnologija virtuelne realnosti; kompanija je neko vreme napredovala, ali je 1990. podnela zahtev za bankrotstvo. Godine 1999, Sun Microsystems je kupio VPL-ove patente za virtuelnu stvarnost i grafiku.

## Internet2, gostujući naučnik (1997–2001)
Od 1997. do 2001. godine, Lanir je bio glavni naučnik za Advanced Network and Services, koja je obuhvatala inženjerski ured za Internet2, i služio je kao vodeći naučnik 'Nacionalne inicijative za teleuranjanje', koalicije istraživačkih univerziteta koji proučavaju napredne aplikacije za Internet2. Inicijativa je demonstrirala prve prototipove teleuranjanja 2000. godine nakon trogodišnjeg perioda razvoja. Od 2001. do 2004. bio je gostujući naučnik u Silicon Graphics Inc, gde je razvio rešenja za ključne probleme u teleprisutnosti i teleuronjenju. Takođe je bio gostujući naučnik na Odseku za kompjuterske nauke na Univerzitetu Kolumbija (1997–2001), gostujući umetnik Interaktivnog telekomunikacionog programa Univerziteta u Njujorku i jedan od osnivača Međunarodnog instituta za evoluciju i mozak.

## Spisak izabranih radova u prozi

### „Manifest polovine” (2000)
U „Manifestu polovine”, Lanir kritikuje tvrdnje pisaca kao što je Rej Kurcvejl i protivi se perspektivi takozvanog „kibernetskog totalitarizma”, što je „kataklizam koji nastaje kada kompjuteri postanu ultrainteligentni gospodari materije i života”. Lanirova pozicija je da se ljudi ne mogu smatrati biološkim računarima, i.e. oni se ne mogu upoređivati sa digitalnim računarima ni u jednom smislenom aspektu, i malo je verovatno da bi ljude u nekoliko decenija uopšte mogli s lakoćom da zamene računari, čak i u ekonomskom smislu. Dok se broj tranzistora povećava prema Murovom zakonu, sveukupne performanse zapravo rastu veoma sporo. Prema Laniru, to je zato što se ljudska produktivnost u razvoju softvera samo neznatno povećava, a softver postaje sve podnadutiji i ostaje podložan greškama kao što je uvek i bio. „Jednostavno rečeno, softver to jednostavno neće dozvoliti. Izvorni kod ne može da održava korak sa procesorskom snagom i nikad neće.”

## Radovi

### Zapadna klasična muzika
- Instruments of Change (1994),[22] POINT Music/Philips/PolyGram Records

### Video igre
- Moondust (C64, 1983)
- Alien Garden (Atari 800, 1982, with designer Bernie DeKoven)[23]

### Knjige
- Information Is an Alienated Experience, Basic Books, 2006,  0-465-03282-6.
- You Are Not a Gadget: A Manifesto,[24] New York : Alfred A. Knopf, 2010,  978-1-84614-341-0.
- Who Owns the Future?, San Jose : Simon & Schuster, UK : Allen Lane, 2013,  978-1-846145223.
- Dawn of the New Everything: Encounters with Reality and Virtual Reality, New York: Henry Holt and Co., 2017,  9781627794091
- Ten Arguments for Deleting Your Social Media Accounts Right Now, New York: Henry Holt and Co., 2018,  978-1-250-19668-2

## Literatura
- Rosenbaum, Ron (januar 2013). „The spy who came in from the cold 2.0”. Interview. Smithsonian. 43 (9): 24—28. Приступљено 25. 3. 2016. (Smithsonian often changes the title of a print article when it is published online. This article is titled "What turned Jaron Lanier against the web?" online.)
- Dowd, Maureen (8. 11. 2017). „Soothsayer in the Hills Sees Silicon Valley's Sinister Side”. New York Times. Приступљено 14. 11. 2017.

## Spoljašnje veze
- Džaron Lanir na sajtu  (jezik: engleski)
- Video discussion with Lanier involving intelligence (and AI) with Eliezer Yudkowsky on Bloggingheads.tv.
- Lanier Džaron Lanir на веб-сајту  (језик: енглески)
- „The Colbert Report”. Архивирано из оригинала 19. 4. 2014. г. Приступљено 17. 4. 2014.
- „Charlie Rose”. Архивирано из оригинала 19. 4. 2014. г. Приступљено 17. 4. 2014.
- „Tavis Smiley”. Архивирано из оригинала 02. 12. 2017. г. Приступљено 1. 12. 2017.
- „WNYC Studios”. Приступљено 30. 4. 2020.
- Thomas, Mary (17. 9. 2001). „Once again, CMU's Watson Festival full of variety”. post-gazette.com. PG Publishing Co., Inc. Архивирано из оригинала 19. 05. 2018. г. Приступљено 18. 5. 2018.